# The CW Television Network
The CW Television Network (The CW) — американский телеканал, начавший вещание 18 сентября 2006 года, в результате слияния двух на тот момент убыточных телеканалов: UPN, принадлежавшего CBS Corporation и прекратившего вещание с 15 сентября, и The WB, принадлежавшего Warner Bros. и прекратившего вещание 17 сентября. Название канала было образовано из первых букв названий учредительских компаний.
18 и 19 сентября телеканал демонстрировал повторы шоу UPN и The WB, а 20 сентября состоялась премьера — седьмой сезон реалити-шоу «Топ-модель по-американски». Начиная с момента запуска, канал с трудом привлекал зрителя, и рейтинги канала были значительно ниже большой четвёрки (ABC, CBS, NBC и Fox) и даже испаноязычного Univision. В целом The CW ежегодно занимает 5-е и последнее место в рейтинговой таблице и является наименее смотрибельным телеканалом. С момента начала вещания и до сезона 2012/13 программы канала были ориентированы на женскую аудиторию от 18 до 34 лет. С осени 2012 года канал расширил свою целевую аудиторию и старается привлечь не только женскую, но и мужскую аудиторию.
В настоящее время канал выпускает двенадцать часов оригинального контента в прайм-тайм, с понедельника по пятницу и в воскресенье (с осени 2018), а также детский блок в субботу утром.
5 января 2022 года Wall Street Journal сообщил, что две компании, WarnerMedia и ViacomCBS, рассматривают возможность продажи сети The CW.
13 января 2022 года сайт Comic Book Resources сообщил, что возможная продажа сети The CW связывает с окончанием программ, разработанные компанией WarnerMedia и ViacomCBS.
Среди самых известных телесериалов, транслируемых The CW, присутствуют: «Флэш», «Стрела», «Легенды завтрашнего дня», «Страшные истории в двух предложениях» и многие другие.

## История

### 1993—2006: Предшественники и появление
WB и UPN были запущены с разницей в одну неделю в январе 1995 г., как раз тогда, когда сеть Fox начала закрепляться у американской телеаудитории. Две телесети были запущены с ограниченной помпой и, как правило, имели посредственные или плохие рейтинговые результатами. Однако в течение последующих 11,5 сезонов обе смогли показать несколько сериалов, которые стали довольно популярными (такие как Баффи — истребительница вампиров, Звездный путь: Вояджер, Седьмое небо, Бухта Доусона, Зачарованные, Тайны Смолвиля и Топ-модель по-американски). К концу своего первого десятилетия в эфире WB и UPN пришли в упадок, не в силах достичь требуемой доли аудитории или добиться того же эффекта, что и Fox за первое десятилетие своего существования, гораздо меньше, чем у сетей Большой тройки (ABC, CBS и NBC). За одиннадцать лет работы UPN и The WB потеряли в общей сложности 2 миллиарда долларов. Представители Chris-Craft Industries, Viacom и Time Warner обсуждали возможное слияние UPN и The WB ещё в сентябре 1995 г., всего через восемь месяцев после их запуска; однако обсуждения в конечном итоге прервались на вопросе интересов станций Chris-Craft и Tribune Broadcasting, поскольку портфели станций двух компаний пересекались друг с другом на нескольких основных рынках. Однако к 2003 году Time Warner погрязла в нескольких долговых проблемах, из-за чего была вынуждена закрыть Warner Bros. Animation и продать Warner Bros. Records и остальную часть Warner Music Group в 2004 году группе инвесторов во главе с Эдгаром Бронфманом-младшим и Thomas H. Lee Partners.
Руководители CBS и Time Warner объявили 24 января 2006 г. что они закроют UPN и WB и объединят ресурсы для создания новой вещательной сети, которая будет известна как The CW Television Network; в нём изначально будут представлены программы обоих его предшественников, а также разработанный специально для новой сети контент. Warners и CBS рассчитывали производить для сети недорогие шоу, которые они могли бы продавать за пределами США. Председатель CBS Лесли Мунвес пояснил, что название новой сети образовано из первых букв CBS и Warner Bros. Хотя новое название не нравилось ряду руководителей, Мунвес в марте 2006 г. заявил о «нулевой вероятности» его смены, ибо согласно имевшемуся исследованию 48 % целевой демографической группы уже знали о названии CW.
В мае 2006 г. The CW объявила, что возьмет в эфир тринадцать программ двух своих предшественников в рамках первого осеннего расписания сети: семь сериалов, перенесенных из WB (Седьмое небо, Красавица и гик, Девочки Гилмор, Холм одного дерева, Риба, Тайны Смолвиля и Сверхъестественное) и шесть из UPN (Топ-модель по-американски, Вероника Марс, Все ненавидят Криса, «Подруги», «Все мы» и WWE SmackDown!). После запуска CW решил использовать модель планирования, используемую Всемирным банком, отчасти из-за того, что у него был более обширный базовый график программирования, чем у UPN, что позволяло увеличить общее количество часов еженедельного программирования для заполнения новой сети (WB проводил 30 часов программ каждую неделю, потому что у него был блок детских программ и дневная линейка, которую UPN не предлагала; UPN была в основном сетью только в прайм-тайм с 10 часами сетевых программ в неделю на момент отключения сети).

### 2006—2011: Запуск и первые годы

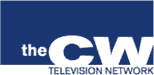
Первый логотип CW.

Как и UPN, и The WB, CW ориентировала свои программы на более молодую аудиторию. CBS и Time Warner надеялись, что объединение программных сеток сделает CW пятой по размеру вещательной сетью. CW стартовал со специальной премьеры/вечеринки в честь запуска от CBS Paramount Entertainment Tonight в Warner Bros. Studios в калифорнийском Бербанке 18 сентября 2006 г., после повторения финала десятого сезона «Седьмого неба»; тот же приём был повторен 19 сентября с финалом шестого сезона «Девочек Гилмор». Сеть продолжала транслировать финалы предыдущих сезонов прежних проектов своих предшественников до конца первой недели, за исключением «Топ-модели по-американски» и WWE SmackDown!, которые начали свои новые сезоны 20 и 22 сентября с двухчасовых премьер. Когда 20 сентября 2006 года состоялась сетевая премьера «Топ-модели», CW занял пятое место в рейтингах и четвёртое место в возрастной демографической группе 18-49 лет.
Несмотря на переход нескольких популярных программ UPN и The WB, The CW в течение первых пяти лет стремилась закрепиться у аудитории, в то время как её собственные проекты получали скромные результаты. Из-за снижения аудитория в 2007—2008 гг. и из-за забастовки сцеенаристов телесеть провела корпоративную реструктуризацию в виде ликвидации отдела комедии и объединение подразделения драмы и текущеого программирования в единой подразделение привела к увольнению от 25 до 30 сотрудников
9 мая 2008 г. The CW объявила, что сдаст в аренду свой воскресный эфир (с 17:00 до 22:00 по восточному и тихоокеанскому времени) продюсерской компании Media Rights Capital. Поскольку воскресенье исторически было днём с низким рейтингом для сети в течение первых двух сезонов в эфире из-за жесткой конкуренции со стороны CBS, ABC и Fox, а также из-за приобретения NBC Sunday Night Football в сентябре 2006 г. этот шаг позволил CW сосредоточиться на прайм-тайме с понедельника по пятницу, в то же время дав MRC получать доход от рекламы. Запланированные воскресные сериалы — два реалити-шоу (4Real и In Harm’s Way) и два сериала по сценарию (романтическая драма «Валентин» и драма «Легкие деньги») — плохо показали себя в рейтингах (в среднем всего 1,04 миллиона зрителе), что побудило The CW отказаться от соглашения с MRC и самостоятельно программировать воскресные вечера с 30 ноября 2008 г. Из-за отсутствия программ для показа по воскресеньям в качестве резервной копии, сеть поставила повторные показы «Шоу Дрю Кэри» и « Иерихон», а также фильмы.
Одна из доставшихся сети от UPN программ WWE SmackDown закончилась после 26 сентября 2008 г. из-за завершения переговоров между WWE и CW о продлении. The CW решило не выпускать SmackDown, потому что сеть изменила целевую аудиторию исключительно на женщин в возрасте от 18 до 34 лет, тогда как SmackDown ориентировался преимущественно на мужчин. После перехода SmackDowń на MyNetworkTV, эта сеть начала побеждать The CW в пятничных рейтингах каждую неделю с момента дебюта программы, хотя в целом The CW обходило MyNetworkTV.
CW обычно занимала пятое место в рейтингах Nielsen (общая аудитория зрителей и демографические рейтинги). Несколько раз The CW уступала испаноязычному Univision, что привело к предположениям), что CBS, Time Warner или обе компании могут отказаться от предприятия, если рейтинги не улучшатся. Тем не менее, в телевизионных сезонах 2008-09 и 2009-10 годов положение CW было хорошим благодаря росту рейтингов среди женщин в возрастной группе 18-34 лет и обсуждению некоторых новых сериалов (таких как «Сплетница», «90210: Новое поколение» и «Дневники вампира»). Руководители CBS Corporation и Time Warner также подчеркнули свою поддержку телесети.
5 мая 2009 г. CW объявила, что осенью вернет пять часов сетевого времени по воскресеньям своим дочерним станциям, фактически став сетью, работающей только в будние дни в прайм-тайм, в дополнение к блокам The CW Daytime и CW4Kids. Это изменение означало, что воскресный блок повтора во второй половине дня, который CW унаследовал от The WB (ранее именуемый этой сетью как «EasyView»), был прекращен. Впоследствии, в середине мая, 65 % филиалов CW, в том числе транслирующие The CW Plus, подписали соглашения о продолжении трансляции по воскресеньям замещающего пакета фильмов MGM Showcase.

### 2019—2022: Стриминговые сделки
WarnerMedia и CBS не продлили сделку CW с Netflix в 2019 г., намереваясь использовать свои шоу в сети для своих собственных потоковых сервисов. Международные продажи также в основном прекратились, потому что обе компании хотели сохранить права на свои собственные шоу, чтобы конкурировать с Netflix за пределами США. Стриминговый сервис WarnerMedia HBO Max впоследствии приобрела эксклюзивные права на потоковую передачу шоу CW, созданных Warner Bros. Это началось с сезона 2019-20, когда « Бэтвумен» и Кэти Кин, созданные Warner Bros., дебютировали на HBO Max после того, как их текущие сезоны закончились в эфире CW. Первоначально было объявлено, что созданная CBS Studios Нэнси Дрю направляется на CBS All Access, но вместо этого появилась на HBO Max из-за ребрендинга CBS All Access в Paramount + и изменениях, связанных со слиянием ViacomCBS. Из-за этого CBS и Warner Bros. приняли коллективное решение о том, чтобы все шоу CW транслировались на HBO Max.
Помимо того, что HBO Max является домом для потокового вещания CW, он имеет с сетью совместные активы, что позволяло создавать партнерские отношения в области программирования. Это началось с сериала DC Comics Старгёрл, которым CW поделился со стриминговым сервисом DC Universe. DC Universe и The CW совместно финансировали сериал, премьера эпизодов которого состоялась на DC Universe, а на следующий день вышла в эфир на CW. После того, как DC Universe была объединена с HBO Max, сериал был продлён с новой сделкой о совместном финансировании, в рамках которой CW получает первый показ в эфире, а затем его показывал HBO Max. В будущем The CW и HBO Max планировали продолжить сотрудничество в целях потенциального совместного финансирования новых проектов с моделью премьеры сначала на HBO Max, а потом — на CW.
13 мая 2021 года The CW объявила, что начнет регулярные программы субботних вечеров, начиная с телевизионного сезона 2021—2022 годов, после одобрения расширения ключевыми акционерами. В рамках сделки CW прекратила программирование дневного блока и вернула это время своим станциям. С добавлением субботних вечеров CW впервые в истории сети транслирует программы каждый вечер недели, став лишь шестой американской англоязычной коммерческой вещательной сетью и первой после Fox, предлагающей контент в прайм-тайм на каждую ночь.

### Покупка Nexstar
5 января 2022 г. The Wall Street Journal сообщила, что WarnerMedia и ViacomCBS изучают возможную продажу контрольного пакета либо всего CW, а также что ставшая крупнейшим акционером после покупки Tribune Broadcasting в 2019 г. и владельцем станций CW Nexstar Media Group считается главным участником торгов. Президент и генеральный директор сети Марк Педовиц подтвердил разговоры о потенциальной продаже, но добавил, что «слишком рано делать предположения о том, что может произойти». Генеральный директор Nexstar Перри Сук весной 2022 г. не подтвердил сообщений о выкупе, но заявил, что не удивится, если Nexstar будет владеть телесетью.
В мае CW отменил рекордное число шоу (10 штук), включая дебютные 4400 и Наоми, а также долгоиграющие проекты Бэтвумен, Зачарованные, Династия, Во тьме, Легенды завтрашнего дня, Розуэлл, Нью-Мексико и Наследие. В последующие месяцы были отменены или получили заказы на окончательный сезон ряд сериалов, включая Флэш и Ривердейл.
В конце июня The Wall Street Journal сообщила, что покупка The CW компанией Nexstar близка к завершению, а 15 августа Nexstar сообщила о «заключении окончательного соглашения» о приобретении контрольного пакета акций в 75 %; оставшиеся 25 % будут поровну разделены между Paramount Global (бывшая ViacomCBS) и Warner Bros. Discovery (компания, образованная в результате приобретения Discovery, Inc. WarnerMedia у AT&T). Кроме того, Nexstar заявила, что Марк Педовиц останется председателем и генеральным директором The CW. Хотя никаких финансовых обстоятельств не было объявлено, Nexstar, как сообщается, не будет платить авансом наличными или акциями и покроет сетевой долг на сумму около 100 млн долл. The Hollywood Reporter заявил, что Nexstar заплатила 54 млн долл. на основе своих денежных средств, дебиторской задолженности, кредиторской задолженности и других обязательств. Поскольку продажа не повлекла за собой передачу каких-либо лицензий на вещание Федеральной комиссии по связи, Nexstar немедленно взяла на себя оперативный контроль.
На состоявшейся в день объявления о покупке телефонной конференции Nexstar заявила о желании управлять The CW с учётом затрат. Ссылаясь на исследование, которое показало, что сеть тратит «почти в два раза» больше конкурентов на программы, что является частичной причиной волны отмены проектов в мае 2022 г., Nexstar заявила, что планирует искать шоу с меньшими производственными бюджетами и / или разумно-фиксированной платой за приобретение, включая плату за сериалы без сценария, синдицированный контент и другой контент, который может приносить прибыль за счет трансляций. Nexstar также заявила, что нацелена на получение CW прибыли к 2025 г.
На телефонной конференции Nexstar указала, что хочет превратить The CW в сеть с более широкой привлекательностью. Согласно представленным данным, молодая аудитория, на которую ориентировалась телесеть, предпочитала смотреть его шоу через потоковые платформы, а не в прямом эфире, в то время как средний возраст аудитории филиалов CW составлял примерно 58 лет. Nexstar указала, что будет ориентироваться и на более старшую аудиторию, а не только на более молодую аудиторию В частности, сообщалось, что Nexstar ориентированные более на возрастную аудиторию драмы, полицейские процедуралы и ситкомы.
Paramount Global и Warner Bros. Discovery по-прежнему будут производить контент для The CW в качестве основных поставщиков контента, хотя по Nexstar договоренность будет действовать в основном на сезон вещания 2022—2023 гг., после чего у сети «будет возможность продлить партнерство». В сентябре 2022 г. Nexstar заявила, что будет стремиться дополнить контент The CW, приобретая проекты и у иных студий,, в то время как любой не лицензированный для других потоковых сервисов контент CW будет по-прежнему появляться на его собственной потоковой платформе CW Seed.
3 октября Nexstar официально объявила о закрытии сделки по приобретению контрольного пакета акций The CW. Давний председатель и главный исполнительный директор Марк Педовиц ушел со своей должности, пост президента занял Деннис Миллер. В тот же день были уволены директор по брендингу и президент потокового подразделения Рик Хаскинс, а также финансовый директор Митч Недик. 1 ноября было уволено от 30 до 40 сотрудников, в том числе несколько руководителей. Давний исполнительный директор Пол Хьюитт был заменен Бет Фельдман на посту старшего вице-президента по коммуникациям. На следующий день Брэд Шварц был назначен президентом отдела развлечений, курируя стратегию программирования, креативное развитие и развитие бренда, а также повседневную деятельность.
8 ноября Nexstar объявила, что к сезону 2023-24 переходящее программирование от бывших материнских компаний CW, Paramount и WBD будет минимально. В январе 2023 г. сеть объявила о заключении первого в истории контракта на национальную спортивную трансляцию с LIV Golf. 1 февраля CW назначила Хизер Оландер руководителем отдела незаписанного программирования, на этой должности она будет подчиняться Шварцу. Отходя от сценарного программирования, на следующий день среди прочих телесеть уволила исполнительного вице-президента по текущему программированию Майкла Робертса и исполнительного вице-президента по развитию Гэй Хирш.
CW назначил Криса Спадаччини директором по маркетингу 6 февраля, а 9 февраля главой по коммерческим вопросам и главным юрисконсультом — Тома Мартина. Позже 30 марта он назначил Бетзи Слензак вице-президентом по программированию без сценария, а 11 апреля Эшли Хови — первым директором по цифровым технологиям сети. 5 мая подразделение Paramount CBS News and Stations объявило, что восемь его станций CW прекратят свое участие в сети в соответствии с соглашением о выкупе Nexstar.

### Линейное программирование и спорт (2023 — н.в.)
1 февраля 2023 года канал CW назначил Хизер Оландер главой отдела незаписанных программ, и на этой должности она подчинялась Шварцу. В рамках отхода от сценарного программирования, на следующий день, помимо также были уволены исполнительный вице-президент по текущему программированию Майкл Робертс и исполнительный вице-президент по развитию Гэй Хирш. 6 февраля CW назначил Криса Спадаччини директором по маркетингу, а 9 февраля Тома Мартина — главой отдела деловых отношений и главным юрисконсультом. Позже, 30 марта, он назначил Бетзи Слензак вице-президентом по незапланированному программированию, а 11 апреля — Эшли Хови первым директором по цифровым технологиям сети..
18 мая The CW обнародовал свое расписание на сезон вещания 2023—2024 годов, состоящее в основном из приобретенных за пределами США программ и сериалов без сценария. Шварц раскритиковал предыдущих совладельцев сети, заявив, что она больше не будет существовать ради их выгоды и что прежние программы не имели успеха в линейном вещании. Он добавил, что для достижения прибыльности CW сосредоточится на приобретенных шоу и совместном производстве, одновременно расширяя свою аудиторию. Согласно Шварцу, телесеть ведёт переговоры или начало производство в общей сложности 72 шоу.
CW Sports была запущена после приобретения прав на показ LIV Golf, вскоре портфолио пополнилось играми по американскому футболу и баскетболу колледжских команд конференции атлантического побережья, Внутри НФЛ, NASCAR Xfinity Series и WWE NXT.
В августе 2023 года Шварц заявил, что сеть участвовала во многих предстоящих шоу по созданным в США сценариям, и сосредоточится на получении прав на монетизацию транслируемого с одновременным созданием программ по выгодной цене. По его словам спортивные программы предназначены для привлечения новой и старшей аудитории. Генеральный директор Nexstar Перри Сук позже заявил, что, помимо задержки четырёх шоу по сценарию, забастовки Гильдии сценаристов Америки 2023 года и SAG-AFTRA не оказали большого влияния на осенний график CW, добавив, что они не повлияют на будущий прогресс сети.
В январе 2024 года во время 29-й церемонии вручения премии Выбор критиков канал представил разработанный агентством DixonBaxi новую идентичность бренда через обновление логотипа, смену основного цвета с зелёного на красно-оранжевый, новую форму и звук появления в рекламных роликах. Ребрендинг был призван помочь сделать бренд сети более последовательным и оптимизированным для цифровых платформ. Слово «The» было удалено из логотипа, чтобы упростить его внешний вид (особенно в таких случаях, как «CW Original» или «CW Sports»), но телеканал по-прежнему будет называться по-прежнему.
В мае 2024 года CW обнародовал свой осенний график на сезон вещания 2024—2025 годов, программы которого состоят из сериалов по сценариям совместного производства, игровых шоу, сериалов без сценария и расширения CW Sports. Три из четырёх существовавших до смены владельца сериала (Супермен и Лоис, Настоящий американец: Возвращение домой и Уокер) планировалось завершить в течение года, тем самым сохранив лишь сериал Настоящий американец. В июне 2024 года Шварц заявил, что надеется, что в эфире будет больше сериалов по сценариям, но новая финансовая модель сети потребовала поиска партнеров по производству..

## Программы
Телесеть The CW показывает двенадцать часов в прайм-тайм по будням и воскресеньям (с осени 2018) с 20:00 по 22:00. Кроме этого сеть выпускает анимационные блоки в пятницу и понедельник с 15:00 до 17:00, а также пять часов утреннего эфира субботы.
Канал транслирует все свои сценарные программы в формате высокого разрешения, в то время, как реалити-шоу и детские программы показываются в обычном формате. Эти шоу доступны практически на всех каналах-филиалах на телевизионном рынке по всей стране, хотя большинству кабельных операторов The CW предлагает покупку шоу эксклюзивно.

### Спорт
В 2023 году The CW подписала многолетнее соглашение о трансляции с финансируемым Суверенным фондом Саудовской Аравии новым профессиональным туром по гольфу LIV Golf, что стало первым в истории контрактом на национальное спортивное вещание для сети (не включая её предыдущие отношения с WWE). Раунды в будние дни будут доступны в стриминговых приложениях The CW, а в выходные — транслироваться в сети вещания Сеть и основной владелец Nexstar подверглись критике со стороны Национального пресс-клуба за участие в том, что он считает попыткой правительства Саудовской Аравии реабилитировать свой имидж после убийства журналиста Джамаля Хашогги..
14 февраля 2023 года сеть заявила, что LIV Golf будет показан на 100 % медиа-рынках США. Однако, поскольку существующие контракты в то время обязывали только филиалы CW транслировать программы в прайм-тайм, некоторые из них отказались освещать LIV. В частности, среди воздержавшихся станций были восемь филиалов CW, принадлежащих CBS News and Stations, якобы из-за давнего партнерства CBS Sports с конкурирующим PGA Tour. На многих затронутых рынках LIV будет транслироваться на принадлежащей Nexstar станциях, подканалах или на других станциях, не связанных с CW или Nexstar.
Помимо сетевых программ, несколько филиалов CW транслировали баскетбол, американский футбол и, в некоторых случаях, другие студенческие спортивные мероприятия (такие как бейсбол или хоккей), которые производятся по синдикации, а некоторые транслируют игры местных команд основных профессиональных спортивных лиг. такие как Главная лига бейсбола (Нью-Йорк Метс на WPIX) и НБА (Лос-Анджелес Клипперс на KTLA).